# Касігуран
Касігуран (тагал. Casiguran) — місто у філіппінській провінції Аурора на острові Лусон.

## Географія
Місто розташоване на півночі провінції на березі однойменної затоки Філіппінського моря.

### Клімат
Місто знаходиться у зоні, котра характеризується вологим тропічним кліматом. Найтепліший місяць — червень із середньою температурою 27.8 °C (82 °F). Найхолодніший місяць — січень, із середньою температурою 23.3 °С (74 °F).
| Клімат Касігурана       | Клімат Касігурана | Клімат Касігурана | Клімат Касігурана | Клімат Касігурана | Клімат Касігурана | Клімат Касігурана | Клімат Касігурана | Клімат Касігурана | Клімат Касігурана | Клімат Касігурана | Клімат Касігурана | Клімат Касігурана | Клімат Касігурана |
| Показник                | Січ.              | Лют.              | Бер.              | Квіт.             | Трав.             | Черв.             | Лип.              | Серп.             | Вер.              | Жовт.             | Лист.             | Груд.             | Рік               |
| Абсолютний максимум, °C | 32                | 32                | 34                | 33                | 35                | 36                | 35                | 35                | 35                | 34                | 34                | 32                | 36                |
| Середній максимум, °C   | 27                | 28                | 29                | 31                | 32                | 32                | 32                | 32                | 32                | 31                | 30                | 28                | 30                |
| Середня температура, °C | 23                | 23                | 24                | 26                | 27                | 27                | 27                | 27                | 27                | 26                | 25                | 24                | 25                |
| Середній мінімум, °C    | 19                | 19                | 20                | 21                | 22                | 22                | 22                | 22                | 22                | 21                | 21                | 20                | 21                |
| Абсолютний мінімум, °C  | 15                | 13                | 14                | 15                | 18                | 19                | 19                | 19                | 18                | 15                | 16                | 13                | 13                |
| Норма опадів, мм        | 230               | 210               | 260               | 160               | 230               | 240               | 210               | 250               | 300               | 360               | 610               | 490               | 3600              |
| Днів з дощем            | 12                | 9                 | 10                | 9                 | 11                | 11                | 11                | 12                | 13                | 13                | 14                | 14                | 145               |
| Вологість повітря, %    | 89                | 89                | 87                | 86                | 85                | 85                | 86                | 87                | 89                | 85                | 88                | 87                | 87                |
| ----------------------- | ----------------- | ----------------- | ----------------- | ----------------- | ----------------- | ----------------- | ----------------- | ----------------- | ----------------- | ----------------- | ----------------- | ----------------- | ----------------- |
| Джерело: Weatherbase    |                   |                   |                   |                   |                   |                   |                   |                   |                   |                   |                   |                   |                   |